# Claude Haton
 (janvier 2019).
Si vous disposez d'ouvrages ou d'articles de référence ou si vous connaissez des sites web de qualité traitant du thème abordé ici, merci de compléter l'article en donnant les références utiles à sa vérifiabilité et en les liant à la section « Notes et références ».
Pour les articles homonymes, voir Haton.
Claude Haton est un prêtre catholique originaire de Provins, né vers 1534 et mort vers 1605.

## Biographie
Catholique intransigeant, sans doute proche des Guise, il fut l'auteur de Mémoires rédigé entre 1553 et 1582 qui constituent un témoignage sur les guerres de Religion en Champagne et en Brie. Ces Mémoires sont une précieuse source d'information sur la réception de ces guerres dans la campagne provinoise et à la Cour. Il est à l'origine d'une milice composée essentiellement de prêtres « guerriers » pour défendre la ville de Provins.
Ses mémoires contiennent de nombreuses informations météorologiques directes ou indirectes au travers de la description de la quantité des récoltes céréalières ou des vendanges, ainsi que les inondations comme celles de 1562. Elles contiennent également des descriptifs des épidémies de peste qui se répandirent dans plusieurs villes en France à cette époque. Ces affirmations semblent parfois un peu  exagérées, comme quand il indique (fol201) qu'à Paris, plus de 25 000 habitants moururent de la peste en 1563. Ces annotations ont, entre autres, été utilisées par Emmanuel Le Roy Ladurie pour étudier les conditions météorologiques qui ont sévi au XVI°. 

## Œuvres
- Mémoires de Claude Haton, édition scientifique sous la direction de Laurent Bourquin, Paris : éditions du CTHS
  - vol. 1 (1553-1565), 2001, XXX-561 p. (Documents inédits de l’Histoire de France n°28)  (ISBN 2-7355-0435-2)
  - vol. 2 (1566-1572), 2003, 581 p. (Documents inédits de l’Histoire de France n°31)  (ISBN 2-7355-0530-8)
  - vol. 3 (1573-1577), 2005, 583 p. (Documents inédits de l’Histoire de France n°33)  (ISBN 2-7355-0582-0) Compte-rendu dans la Bibliothèque de l'École des chartes[2]
  - vol. 4 (1578-1582), 2007, 645 p. (Documents inédits de l’Histoire de France n°40,  (ISBN 978-2-7355-0636-1)
- Mémoires de Claude Haton, contenant le récit des événements accomplis de 1553 à 1582, principalement dans la Champagne et la Brie, éd. Félix Bourquelot, Paris : imprimerie impériale, 1857, 2 vol. (Collection de documents inédits sur l'histoire de France) Tome 1 en ligne, tome 2 en ligne.